# Owenia borealis
Owenia borealis är en ringmaskart som beskrevs av Koh, Bhaud och Jirkov 2003. Owenia borealis ingår i släktet Owenia och familjen Oweniidae. Inga underarter finns listade i Catalogue of Life.